# Árneshreppur
Árneshreppur – gmina w północno-zachodniej Islandii, w północno-wschodniej części regionu Vestfirðir, rozciągająca się od lodowca Drangajökull na północy do okolic fiordu Reykjarfjörður na południu. Jest ona bardzo słabo zaludniona - na początku 2018 roku zamieszkiwało ją 43 osoby. Brak jest większych osad na jej terenie. 

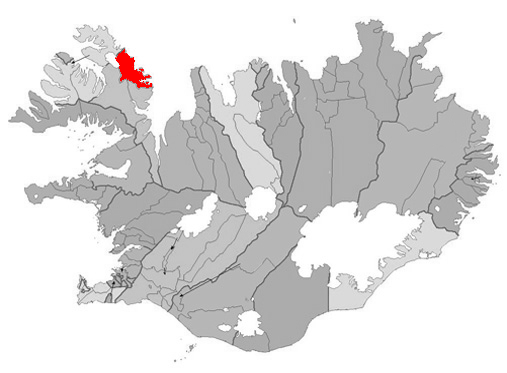
Położenie gminy Árneshreppur na mapie administracyjnej Islandii